# 865 Zubaida
Zubaida (asteróide 865) é um asteróide da cintura principal com um diâmetro de 17,77 quilómetros, a 1,9488059 UA. Possui uma excentricidade de 0,1939935 e um período orbital de 1 373,21 dias (3,76 anos).
Zubaida tem uma velocidade orbital média de 19,15480484 km/s e uma inclinação de 13,31301º.
Esse asteróide foi descoberto em 15 de Fevereiro de 1917 por Max Wolf.